# Железнодорожный транспорт Абхазии
Строительство железной дороги вдоль побережья Чёрного моря планировалось ещё в XIX веке. Строительство линии Туапсе — Сочи началось во время Первой мировой войны и было завершено в 1923 году, несмотря на проблемы, вызванные Гражданской войной. В 1927 году была проложена ветка Сочи — Адлер, в 1940 году — линия Сенаки — Сухуми с ответвлением Очамчира — Ткварчели. В 1942 году после строительства линии Адлер — Сухуми через Абхазию было открыто сквозное рабочее движение поездов, в 1943 году была сдана линия Адлер — Бзыбь, в 1945 году — линия Бзыбь — Сухуми, в 1949 году последний участок линии Адлер — Сухуми был принят в постоянную эксплуатацию.
Строители дороги столкнулись со значительными затруднениями, вызванными горным рельефом на некоторых участках дороги. Железная дорога на территории Абхазии была построена полностью однопутной с разъездами. Железнодорожные вокзалы сталинской архитектуры считались одними из самых красивых во всём Советском Союзе.
В 1975 году в была открыта Новоафонская пещерная железная дорога, связавшая административное здание на поверхности земли с залами Новоафонской пещеры.
Железнодорожные линии в Абхазии до 1990-х годов управлялись Закавказской железной дорогой, после распада СССР была образована отдельная Абхазская железная дорога.
14 августа 1992 года в 5 утра был взорван железнодорожный мост через реку Ингур, что прервало сквозное железнодорожное сообщение через Абхазию, в этот же день вооружённые силы Грузии под предлогом защиты железной дороги от бандитов вошли на территорию Абхазии, тем самым положив начало грузино-абхазской войне. Изначально в ходе операции «Меч» Госсовета Грузии планировалось в течение одного дня выгрузить тяжёлую технику и войска по всей территории Абхазии, используя для переброски сил железную дорогу — разрушение моста сорвало эти планы, технику пришлось спешно выгружать с железнодорожных платформ и направлять в Абхазию своим ходом.
После завершения конфликта на железнодорожной линии река Псоу (была построена одноимённая платформа) — Сухум — Очамчыра — Ткуарчал и в Новоафонской пещере движение было восстановлено. На участках Ткуарчал — Акармара и Ачгуара — река Ингур железнодорожное полотно разобрано, на участке Очамчыра — Ачгуара движение отсутствует. По состоянию на февраль 2019 года участок Очамчыра — Ткуарчал не действует.